# Oreokera nimbus
Oreokera nimbus är en snäckart som beskrevs av Stanisic 1987. Oreokera nimbus ingår i släktet Oreokera och familjen Charopidae. IUCN kategoriserar arten globalt som otillräckligt studerad. Inga underarter finns listade i Catalogue of Life.